# دانيال فيشر (لاعب كرة قدم)
دانيال فيشر (بالألمانية: Daniel Fischer)‏ هو لاعب كرة قدم نمساوي في مركز الهجوم، ولد في 22 يوليو 1997 في Hainburg an der Donau ‏ في النمسا. لعب مع نادي سانت لويس.

## وصلات خارجية
- دانيال فيشر (لاعب كرة قدم) على موقع قاعدة بيانات كرة القدم.إي يو (الإنجليزية)
- دانيال فيشر (لاعب كرة قدم) على موقع عالم كرة القدم.نت (الإنجليزية)